# Arc venos palmar profund
Arcul palmar profund este însoțit de o pereche de vene comitante care constituie arcul venos palmar profund. Primește venele corespunzătoare ramurilor arcadei arteriale: venele metacarpiene palmare.